# Apropriação (sociologia)
A apropriação trata-se de um conceito sociológico e, de acordo com James J. Sosnoski, "a assimilação de conceitos em uma estrutura governante, confisco [ou] apreensão de conceitos ". Segundo Tracy B Strong, ele contém a raiz latina proprius, que "carrega as conotações não apenas de propriedade, mas também de adequada, estável, assegurada e, na verdade, de comum ou ordinária". Ele elabora: "Apropriei-me de algo quando o fiz meu, de uma maneira com a qual me sinto confortável, ou seja, de uma maneira para a qual os desafios dos outros terão pouco ou nenhum significado. Podemos então dizer que um texto é apropriado quando seu leitor não se vê questionado por ele, mas se encontra associado a ele. Um texto é apropriado com sucesso na medida em que o apropriador não se preocupa mais com ele, tornou-se parte de seu entendimento e é reconhecido por outros como "possuído", não abertamente disponível para interpretação." Segundo Gloria Anzaldúa, “a diferença entre apropriação e proliferação é que a primeira rouba e prejudica; a segunda ajuda a sanar as brechas do saber”.